# Vital Alsar
Vital Alsar Ramírez (Santander, Cantabria España, 7 de agosto de 1933 - Acapulco, México, 15 de septiembre de 2020) fue un aventurero español.

## Biografía
Toda su vida ha estado vinculada a la naturaleza y al mar. Se hizo profesor mercantil, a pesar de que nunca llegó a ejercer como tal. Residía en Acapulco, México.
Durante el servicio militar en Marruecos, leyó un libro sobre la Kon-Tiki: la expedición que Thor Heyerdahl realizó sobre una balsa a lo largo del Pacífico una navegación a vela de 3.770 millas náuticas (6.982 km) y fue esta lectura la que provocó su interés por imitar la proeza años después en Montreal.
Cumplidos ya los veinte años salió de España buscando trabajo. Llegó a Francia donde permaneció durante más de tres años, trabajando en varios oficios, y desde allí pasó a Stuttgart y Hamburgo residiendo y trabajando allí también durante varios años. En Alemania empezó a madurar la vieja idea de cruzar el Pacífico en balsa, que ya venía alimentando desde años atrás. En Canadá conoció a Marc Modena, quien sería su compañero de viaje.

## Expediciones

### 1966 - Ecuador-Australia,La Pacífica
Su primera aventura tuvo lugar en 1966 con todos sus ahorros y justo un día después de casarse con Denise, cuando a bordo de una simple balsa La Pacífica, pretendía cubrir el trayecto entre Guayaquil (Ecuador) y Australia (el doble del recorrido de la Kon-Tiki). Aquella expedición se convierte en un grave fracaso debido al ataque del gusano teredo a la madera de su embarcación, la balsa naufragó después de 143 días de navegación y venturosamente fuera rescatado por un carguero alemán.

### 1970 - Ecuador-Australia,La Balsa
No obstante, un segundo intento en 1970, sobre una nueva balsa La Balsa, sí que terminó con la llegada de esta al puerto australiano de Moololaba cruzando el Océano Pacífico. Fue el resultado de 161 días de viaje y 8.565 millas de navegación, a pesar de que se achacó su éxito a la casualidad (en ese momento Vital Alsar retó a todos los medios, diarios y prensa de Australia diciendo: "regresaré con una flota" y lo cumplió en la siguiente expedición llamada Las Balsas, así demostró que no fue casualidad el llegar a Australia).
Tripulación y nacionalidades de La Balsa:
- Vital Alsar, capitán y líder de la expedición España.

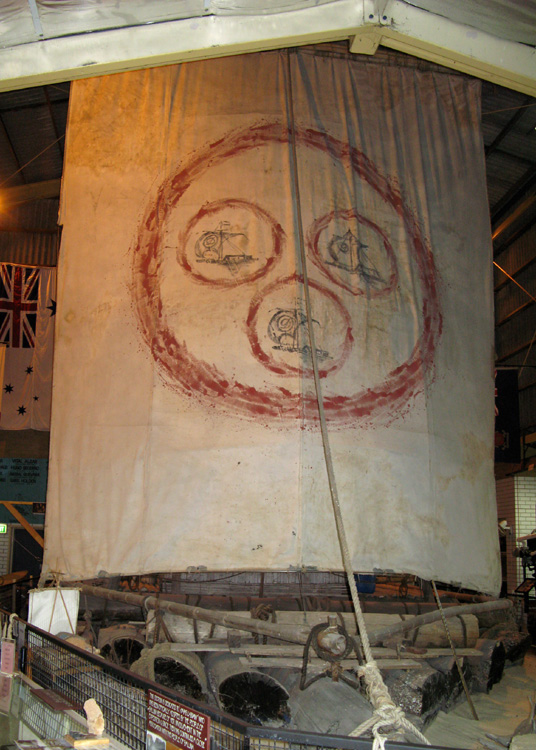
Las Balsas - diseño de la vela de Vital Alsar.

- Marc Modena, Francia.
- Norman Tetreault,  Canadá.
- Gabriel Salas, Chile.

### 1973 - Ecuador-Australia,Las Balsas
Alsar repitió la hazaña tres años después. En este tercer intento no fue una sola balsa, sino tres balsas (Guayaquil, Aztlán y Moolooaba), que partieron el 27 de mayo de 1973 de Guayaquil, Ecuador y alcanzaron las costas de Ballina, Australia con 179 días de navegación el 21 de noviembre de 1973. Con un recorrido de 14 000 km, (9000 millas), se registra la navegación más larga en balsas. Con este hito, Alsar reconfirmó que es muy posible que navegantes de Sudamérica hayan poblado la Polinesia e incluso la misma Australia hace miles de años.

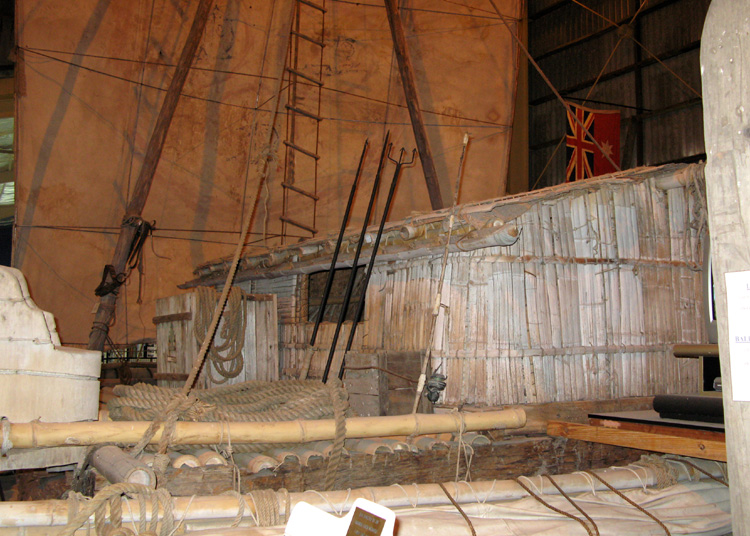
En exhibición una de las balsas que sobrevive en el Museo Naval y Marítimo de Ballina, en Ballina, Nueva Gales del Sur.

La tripulación estuvo conformada por siete nacionalidades:
- Vital Alsar, capitán de la Guayaquil y líder de la expedición, España.
- Marc Modena, capitán de la Mooloolaba, Francia.
- Jorge Ramírez Borboa, capitán de la Aztlán, México.
- Fernand Robichaud, Canadá.
- Greg Holden, Canadá.
- Gaston Colin, Canadá.
- Tom McCormick, Estados Unidos.
- Tom Ward, Estados Unidos.
- Mike Fitzgibbons, Estados Unidos.
- Hugo Becerra, Chile (Becerra se quedó en Australia).
- Gabriel Salas, Chile
- Aníbal Guevara, Ecuador.

Excepto los capitanes, los restantes nueve miembros de la tripulación eran cambiados de balsa periódicamente.

### 1977- Ecuador-Brasil,Francisco de Orellana
En 1977, se propuso homenajear a Francisco de Orellana, descubridor del río Amazonas. La ruta "Francisco de Orellana" se inició nuevamente en Guayaquil, donde construyeron seis balsas ligeras, remontando el río Babahoyo con una tripulación de 23 hombres, hasta llegar a la ciudad de Babahoyo. Desde allí, prosiguieron andando hasta llegar a Quito. Al igual que Orellana en 1512, los miembros de la expedición cruzaron los Andes a pie, hasta llegar a orillas del río Napo, afluente del Amazonas. Allí construyeron 3 galeones de madera con las mismas técnicas que en el siglo XVI, a los que bautizaron con los nombres de "Cantabria", "Ana de Ayala" y "Quitus Amazonas", con los que luego bajaron hasta Belem do Pará, en la desembocadura del Amazonas. Si bien tenían previsto cruzar el océano Atlántico hasta llegar a Santander (España), las autoridades brasileñas les impidieron seguir su navegación, por lo que tuvieron que finalizar su ruta en este punto. 
En esta expedición, les acompañó un equipo de TVE, del programa "El Mundo en acción" dirigido por Miguel de la Quadra Salcedo. 

### 1978 - México-España,El Hombre y la Mar
En 1978, superado el bloqueo de los galeones en Brasil, los 3 galeones y los 16 tripulantes que quedaban, viajaron hasta Tampico (México), donde fueron reparados y puestos a punto para continuar el viaje interrumpido. A esta continuación de la expedición "Francisco de Orellana" se la bautizó con el nombre de "El Hombre y la Mar". Partieron el 7 de mayo, llegando a Santander (la ciudad natal de Vital Alsar) el 7 de octubre. 
Vital Alsar donó a su llegada el galeón "Cantabria" a la ciudad de Santander. Posteriormente el Ayuntamiento de Santander, junto con aportaciones de la Cámara de Comercio de la ciudad y la Diputación Provincial, adquirieron los otros dos, para crear el museo "El Hombre y la Mar" , sito en la península de la Magdalena.

### 1987 - México-España-México, "Mar, hombre y paz"

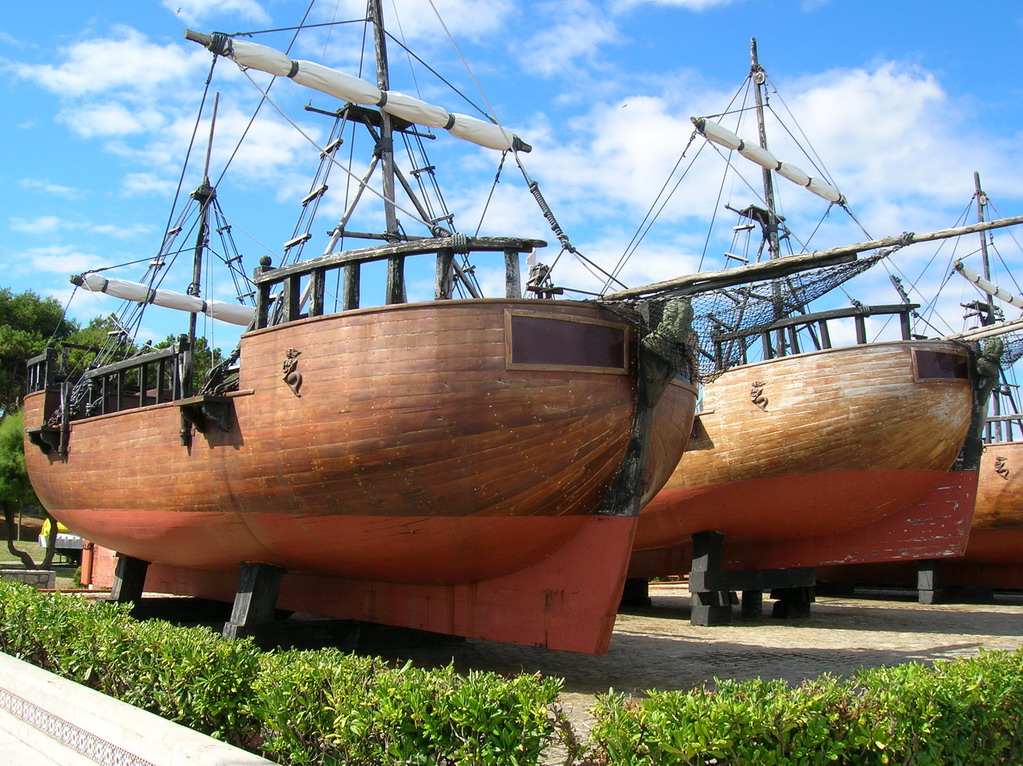
Galeones utilizados por Vital Alsar, en la Península de la Magdalena, en Santander.

Allá por el año 1978, al finalizar su anterior expedición, tuvo la idea de continuar "Tras la Estela de los Grandes Navegantes" y construir una nave que fuera la réplica aproximada de la nave capitana de Cristóbal Colón: la Santa María; que usaría el primer nombre que tuvo esa nao (cuando era propiedad de Juan de la Cosa) y por lo tanto ahora se llamaría Marigalante.
Nació así en 1980 el proyecto "Mar, hombre y paz", en él llevó el trapo blanco alrededor del mundo, a bordo de La Marigalante.
Dicho barco se construyó en la ciudad y puerto de Alvarado, Veracruz, en México, bajo la supervisión del constructor naval Oscar Camarero. La embarcación Marigalante, botada en 1987, es un barco del tipo nao que evoca a la nave capitana de Cristóbal Colón, conocida como la Santa María, aunque con mayores dimensiones (36 metros de eslora, 11 metros de manga y un peso aproximado de 420 toneladas).
Unos de los momentos de mayor relevancia de esta expedición de Vital Alsar, es el de devolver la nave a don Juan de la Cosa dueño original de la embarcación y Piloto de la Nave Capitana de Colón, así como cumplir el pago prometido por Colón al primer marino que avistara tierra que fue Rodrigo de Triana. Zarpando de Veracruz (México), en septiembre de 1987 se arribó al puerto de Santoña, en Cantabria, donde nació Juan de la Cosa.
En febrero de 1988 realizó el viaje inverso por el Atlántico, pasando por Santander, Bayona, Palos de Moguer, Sevilla, atravesando el canal de Panamá, hasta llegar a Guayaquil un año después (homenajeando a la "Ruta del Cacao"). Otro acontecimiento celebrado por la nao Marigalante es la celebración del 250 aniversario de la ciudad de Santander (Cantabria, España).
Al regresar a México, realizó la "Ruta de la Nao de Acapulco", viajando hasta Japón, donde conmemoró también los 100 años de relaciones bilaterales entre México y el Japón.
En 1992, celebró el "V Centenario del descubrimiento de América" con un viaje desde Veracruz hasta España, llevando arenas del Nuevo Mundo a un monumento en Cantabria. 
Actualmente, la nave está dedicada al turismo, utilizándose como barco pirata, surcando las aguas de la Bahía de Banderas, en Puerto Vallarta (México):

### 2009 - México-España-Grecia-México,"Zamná - El niño, la mar y la paz"
Cozumel (México)-Grecia-México: la última expedición de Vital se hizo en 2009-2010 a bordo de un impresionante trimarán de madera construido a mano en el puerto de Alvarado y de nombre Zamná, el dios maya del conocimiento. Dicho proyecto se llamó "El Niño, La Mar y La Paz" y consistió en el hermanamiento de dos de las civilizaciones más antiguas del mundo, la maya y la griega, representada por el mensaje de paz trasladado por un niño maya, que acompañado por su padre y otros doce tripulantes recorrieron diferentes países del mundo portando tan emotivo mensaje de paz. Dicho proyecto fue patrocinado por el empresario yucateco Manuel Díaz Rubio, además contó con la colaboración de varias instituciones y del Rotary Club.

## Obras
- "La Balsa ; the Longest Raft Voyage in History". Editorial Pomaire S.A., 1973.[8]
- "La Balsa: el viaje en balsa más largo de la Historia". Editorial Pomaire, S.A., 1977. [9]
- "¿Por qué imposible? Las Balsas". Editorial Pomaire, S.A., 1976. [10]
- "En la estela de Orellana". Editorial José María Muñiz Aza, 2005. [4]
- "La Marigalante". Editorial Aristalia, 2021. [11]
- "Zamná. Mensajero de la Paz". Editorial Plaza y Valdés Editores, 2019. [12]

## Premios y reconocimientos
Recibió múltiples premios por su trayectoria, entre los que destacan el de la Sociedad Geográfica Española, o el de Adena Internacional, de la Sociedad Protectora de la Naturaleza. Este último, representado por un "Delfín de Oro" de Salvador Dalí, lo compartió con Philippe Cousteau.
En 2012 el Club de Remo Santander bendijo su nueva trainera con el nombre Vital Alsar. En el año 2021 recibió a título póstumo la Cruz al Mérito Civil concedida por el Gobierno de España por haber sido "un ciudadano ejemplar que llevó el nombre de su tierra por todo el mundo".